# 布季基夫
49°40′58″N 24°10′54″E / 49.68278°N 24.18167°E
布季基夫（烏克蘭語：Будьків），是烏克蘭西部的村莊，隸屬利維夫州的利維夫區。該村面積1.22平方公里，海拔高度291米，2001年人口549，人口密度每平方公里451.48人。